# Cantó de Koungou
El cantó de Koungou és un cantó francès del departament d'ultramar de Mayotte. Abasta el municipi de Koungou.

## Història
| Data d'elecció                           | Identitat            | Partit        | Qualitat |
| ---------------------------------------- | -------------------- | ------------- | -------- |
| 2004-2005                                | Amidou Hamidou Salim | UMP           |          |
| 2005-2011                                | Hariti Bacar         | UMP           |          |
| 2011-                                    | Saïd Ahamadi Raos    | Divers gauche |          |
| les dades anteriors no són pas conegudes |                      |               |          |
|                                          |                      |               |          |